# Alsodux (kommun)
Alsodux är en kommun i Spanien.   Den ligger i provinsen Provincia de Almería och regionen Andalusien, i den södra delen av landet, 400 km söder om huvudstaden Madrid. Antalet invånare är 149. Arean är 20,0 kvadratkilometer. Alsodux gränsar till Alboloduy, Alhabia, Bentarique, Instinción, Rágol, Santa Cruz de Marchena, Santa Fe de Mondújar och Terque. 
Terrängen i Alsodux är kuperad åt nordost, men åt sydväst är den platt.